# ラオスの鉄道
ラオスの鉄道（ラオスのてつどう）では、ラオスにおける鉄道について記す。

## 概要
2021年12月現在のラオスの鉄道は、タイ王国に接続するラオス鉄道公社（Lao Railway Authority）と、中華人民共和国に接続するラオス・中国鉄道の計2路線である。

## 歴史
フランス領インドシナ時代の1893年に、メコン川の激流地帯であるチャンパーサック県シーパンドンにて、船舶による輸送の代わりにデット島・コーン島鉄道が敷設されたのが始まりである。デット島 (Don Det) とコーン島 (Don Khon) を結ぶ6.5 kmが、600mm軌間（のちに1000mmに改軌）の鉄道で結ばれた。本鉄道は第二次世界大戦後廃止され、その廃線後の遺構は残されている。その後の約60年間、ラオスには鉄道は存在していなかった。
1950年代、ラオスは、物資の輸送をより円滑にするためラオス・タイの国境であるメコン川を渡るタイ＝ラオス友好橋（鉄道道路併用橋）の建設をタイに提案し、オーストラリアの援助で設計・建設された。1994年4月8日に橋は開通したが、橋の中央を走る鉄道（併用軌道）は未完成であった。1995年にラオス鉄道公社（Lao Railway Authority）が設立され、1997年にはタイのShaviriyaグループとの合弁事業の協定が結ばれた。この合弁事業は、本路線に関わる60年間の運営権の譲渡、資産開発および通信網の権利、18年間の運営利益に対する税制上の優遇を有していたが、1999年に破棄された。1997年の経済危機が収束した2000年、タイから鉄道建設の着工が、ラオスの負担分のうちの１億9,700万バーツについて無償援助ということで提案された。建設工事は2008年以前に終了し、2009年2月20日に双方から伸びてきた線路の結合式典がタイ＝ラオス友好橋で挙行された。3月5日にターナレーン駅で開催された開通式には、ラオス代表してブンニャン・ウォーラチット副大統領が、タイ代表してシリントーン王女が出席した。この路線は2024年7月、ヴィエンチャン市内に近いヴィエンチャン駅 (カムサワート)まで営業を開始した。
中国の昆明とラオスとを結ぶ鉄道の建設が計画され、2015年11月13日、中国とラオスの両国は、両国を結ぶ鉄道の建設で正式に調印した。2016年12月25日、ラオスのルアンパバーン郡で着工、2021年10月12日に昆明 - ヴィエンチャン間全線でレール敷設が完了し、2021年12月3日に開業した。

## 事業者
- ラオス鉄道公社（英: Lao Railway Authority)
- ラオス・中国鉄道（英: Laos-China Railway Co., Ltd.）

## 状況

### ラオス鉄道公社
ラオス・タイ鉄道

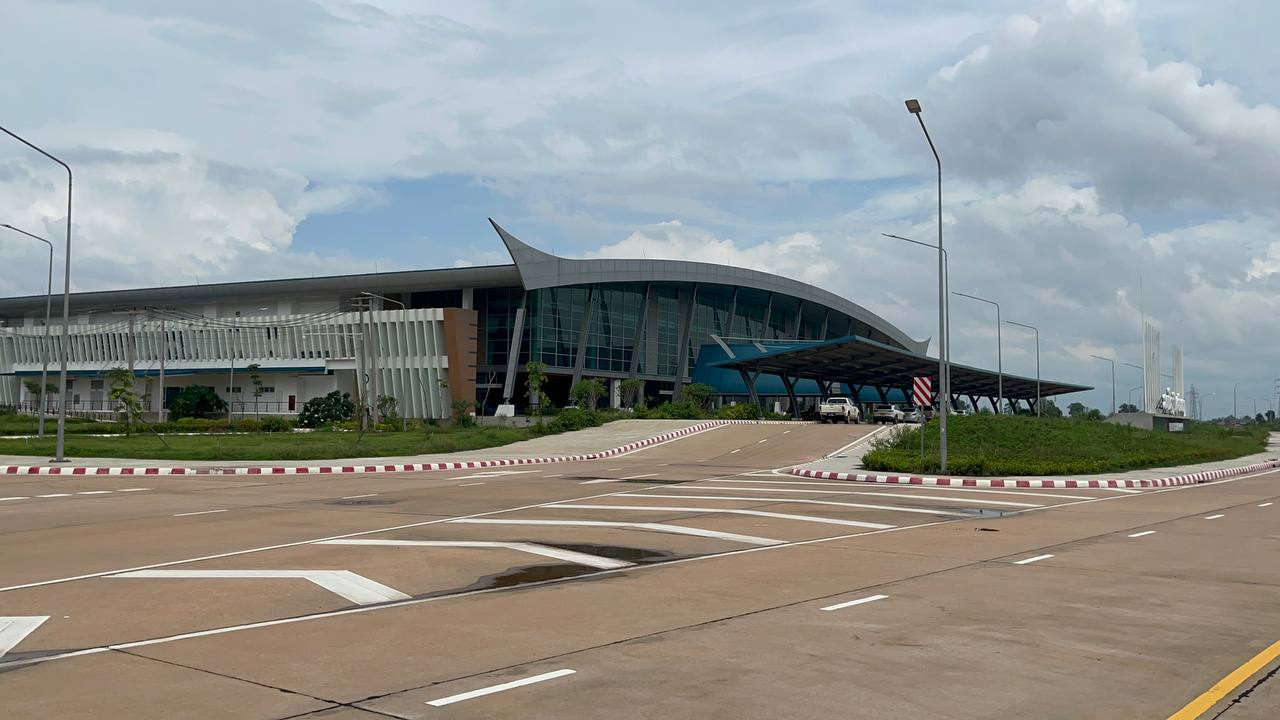
ヴィエンチャン駅
(カムサワート)

タイのノーンカーイ駅から、タイ＝ラオス友好橋にて国境を通過、ターナレーン駅を経由しヴィエンチャン駅へ至る路線である。NEDAの協力のもとで建設された、全区間非電化単線路線（軌間：1,000 mm）である。
第1フェーズとして、ノーンカーイ駅を南に移設し、この新駅から分岐してターナレーンを結ぶ6.15 kmの鉄道が計画された。2009年3月5日にターナレーン駅で開通式が行われ、ラオス独立後初めての鉄道が開業した。旅客利用者数は2013年は32,000人、2014年は38,000人、うち80%が外国人と発表されている。2019年8月1日より、貨物列車の運行が開始された。
第2フェーズとして、2013年9月からはターナレーン駅北側にてタナレーン・ドライポート、ビエンチャン・ロジスティクスパークが5.9億バーツの支援で建設され、2021年12月に開業した。2023年10月30日、ヴィエンチャン駅へも延伸され、開業記念式典が行われた。
2024年7月19日より、ヴィエンチャン駅の旅客営業を開始した。タイのバンコク（クルンテープ・アピワット中央駅）を結ぶ快速国際列車、ウドーンターニー駅を結ぶ国際列車が、それぞれ1日1往復の運行を開始した。出入国管理はヴィエンチャン駅、ノーンカーイ駅で行われ、長時間停車する。
ヴィエンチャンからノーンカーイ駅までの国際列車を4往復運行する計画もあり、所要時間は約20分、運賃は60〜70バーツを予定している。ほか、ナコンラチャシーマまでの普通列車を運行する計画もある。
| 駅名                            | 英語駅名               | ノーンカーイ駅 からの距離 | 所在地            | 所在地                 | 備考               |
| ------------------------------- | ---------------------- | ------------------------- | ----------------- | ---------------------- | ------------------ |
| ノーンカーイ駅                  | Nong Khai              | 0.00 km                   | ノーンカーイ県    | ムアンノーンカーイ郡   | 2000年5月28日移転  |
| タイ＝ラオス友好橋              | タイ＝ラオス友好橋     | 2.65 km                   | タイ / ラオス国境 | タイ / ラオス国境      | 1994年4月8日開通   |
| ターナレーン駅 （貨物駅）       | Thanaleng              | 6.15 km                   | ヴィエンチャン都  | ハートサーイフォング郡 | 2009年3月5日開業   |
| ヴィエンチャン駅 (カムサワート) | Vientiane (Khamsavath) | 13.65 km                  | ヴィエンチャン都  | サイセター郡           | 2023年10月30日開業 |

### ラオス・中国鉄道
ラオスの首都ヴィエンチャンとボーテン（中国国境、モーハン口岸)間を結ぶ鉄道である。ヴィエンチャンと中国・雲南省のシーサンパンナ（西双版納）間、421 kmを結び、軌間は標準軌で、76本のトンネルと154本の橋梁が建設された。旅客列車は最高速度160 km/h、貨物列車は120 km/hで運転される計画である。ヴァンヴィエン、ルアンパバーンなど7つの主要駅を含む20駅がまず設置された。最終的には31駅となる予定である。
鉄道建設計画は当初、ラオスと中国の共同プロジェクトとして提案され、建設費は70億ドル、中国進出口銀行からのソフトローン（2%、30年間）と計画されていた。2013年より、ラオス側による計画が進められ、2015年9月17日にラオスのソムサワート・レンサワット副首相が、資金面の問題が解決されたため2015年12月より着工予定と発表した。2016年12月に着工し、2021年10月12日に昆明 - ヴィエンチャン間全線でレール敷設が完了し、2021年12月3日に開業した。

## 将来計画

### サワンナケート・ラオバオ鉄道計画
ラオスはタイ国境・サワンナケートとベトナム国境のラオバオ（Lao Bảo / 牢堡）間を結ぶ全長220kmの鉄道建設・運営について、マレーシア企業のGiant Consolidatedと契約調印した。路線は複線電化で、プロジェクトの総額は50億ドル（約4000億円）で、2017年の開業を目指していた。
しかし2021年現在まだ建設は始まっていない。

### ヴィエンチャン・ブンアン鉄道計画
2022年2月、ヴィエンチャンから、カムムアン県マハサイ郡を経由し、ベトナムのハティン省キーアイン県ブンアンまでの鉄道（全長555km、最高速度150km/h、標準軌）建設を、ベトナムのFLCグループが提案した。3月にはラオスのペトロリアム・トレーディング・ラオ(PTL)と覚書を締結した。2022年10月までに着工される見通しである。

## 隣接国との鉄道接続状況
- ミャンマー - 接続なし
- 中華人民共和国 - 接続あり
- ベトナム - 接続計画中
- カンボジア - 接続なし
- タイ - 接続あり